# Das Brot
Das Brot ("Il Pane") è una kurzgeschichte (racconto breve) dell'autore tedesco Wolfgang Borchert. Fu scritta nell'anno 1946 e fu pubblicata per la prima volta il 13 novembre del 1947 nel "Hamburger Freien Presse". Il racconto breve è un tipico esempio della "Trümmerliteratur" (letteratura delle macerie) e riprende motivi contemporanei dei primi anni del Dopoguerra. In un contesto in cui domina la scarsità di cibo, l'aver mangiato una fetta di pane di nascosto e averne coperto il fatto con una bugia mette in crisi la fiducia reciproca di una coppia. "Das Brot" fa parte delle più famose “Kurzgeschichten” di Borchert, fu trasposta più volte in versione cinematografica e spesso affrontata a livello didattico nelle scuole.

## Formazione e interpretazione dell'intera opera
Dopo il suo ritorno dalla seconda guerra mondiale e dopo diversi arresti a causa della "Wehrkraftzersetzung" (oltraggio alla morale militare), Borchert fu affetto da una malattia al fegato, che si aggravò per via della mancanza di cibo e di assistenza medica nel periodo del Dopoguerra. Già alla fine del 1945 Borchert fu costretto a letto. All'inizio del 1946 Borchert scoprì il valore artistico della “Kurzgeschichte” come possibilità di espressione, lui che, già in passato, avrebbe voluto diventare attore e scrivere racconti. Nei successivi due anni, fino alla morte il 20 novembre 1947 all'età di 26 anni compose dal suo letto di degenza oltre cinquanta brevi testi in prosa e l'opera teatrale Draußen vor der Tür (Fuori davanti alla porta).
Borchert non ha inserito questo racconto in entrambe le raccolte Die Hundeblume e An diesem Dienstag quando era ancora in vita. Bernard Meyer-Marwitz lo inserì nella sua edizione delle opere complete di Borchert (Herausgabe der Borchert-Gesamtausagabe) dell'editore Rowholt nell'anno 1949 nella sezione "Racconti Postumi" (Nachgelassene Erzählungen).

## Trama
Una donna si sveglia di notte a causa di un rumore in cucina e nota che suo marito non è più a letto. Va in cucina, accende la luce e vede suo marito. Le briciole testimoniano che lui ha tagliato un pezzo di pane. Tuttavia egli non lo ammette, affermando piuttosto di aver voluto controllare anche lui la causa dei rumori. Siccome la donna non vuole che lui si vergogni, fa finta di credere alla sua bugia. Si arriva ad un discorso alquanto imbarazzato tra i due, che termina con la constatazione che è stata la grondaia a provocare il rumore. Dopodiché tornano a letto. Durante il sonno la donna lo sente masticare di nascosto. La sera seguente, mossa da compassione e con il pretesto di non digerire il pane, aggiunge una fetta nel piatto del marito. In un primo momento, entrambi evitano di guardarsi negli occhi, e dopo un breve lasso di tempo la donna si siede al tavolo insieme a lui.

## Interpretazione
Il racconto breve descrive una situazione quotidiana nell'immediato dopoguerra. La minuziosa rappresentazione dell'evento è tipica della tradizione del Naturalismo. Il fatto che entrambi i protagonisti non vengano presentati 
con il loro nome e neanche venga citato il luogo dell'azione, indica che l'autore tratta una situazione generale che può essere messa in relazione con altri tempi e altri luoghi. Heinrich Böll, che definì "Das Brot" "un racconto magistrale, freddo e conciso e misurato nell'uso delle parole” vede ripresa dal suo interno "tutta la miseria e tutta la grandezza dell'uomo".

## Stile
Borchert utilizza nel racconto il suo tipico stile paratattico, che è stato definito anche come "Stakkato-Stil". Le parole monosillabe o bisillabe all'inizio del racconto conferiscono alla storia, assieme alle numerose pause dettate dalla punteggiatura e attraverso gli asindeti, un ritmo duro e serrato. Lo stile mira a creare una tensione in una situazione del tutto quotidiana. Le parole chiave come "Küche" (cucina) o "Brot" (pane) - oppure le parole composte come "Brotteller" (piatto del pane) o "Brotkrümel" (briciola di pane) – sono ripetute molte volte. Anche il dialogo tra i due coniugi è caratterizzato dalle ripetizioni. Queste mostrano in modo evidente la tattica del marito, che mira a deviare il discorso, ma allo stesso tempo permette al lettore di riconoscere in modo chiaro la tensione emotiva della scena.
Il lessico utilizzato è molto semplice, il linguaggio laconico. Non vengono utilizzate parole straniere e sono evitate anche espressioni tipiche dell'epoca come “tessere del pane”. Gli aggettivi vengono impiegati solo in un modo parsimonioso (“buio”, “freddo”, “nudo”) e mettono in evidenza l'ambiente e la povertà dello scenario. Questo mezzo stilistico fa da un lato apparire autentici situazioni e personaggi, dall'altro allude anche alla possibilità di interpretare il testo in questo modo: proprio la gente semplice ha la capacità di agire in modo altruista e, dopo una catastrofe, la reciproca comprensione è necessaria per un nuovo inizio.
Il nocciolo della storia è incentrato sull'azione della donna. "Lei" è nominata 35 volte come soggetto, di cui 14 anaforicamente, "Lui" 23 volte. La donna come incarnazione dell'amore, che attraverso lo spirito di sacrificio indica un metodo per superare situazioni difficili, è un tema ricorrente nell'opera di Borchert. L'ironia è un altro mezzo stilistico dell'autore. Egli non la utilizza per ridicolizzare le persone, ma per generare comprensione. Ciò si evidenzia particolarmente nella scena in cui la donna al termine del racconto si addormenta ascoltando il masticare monotono del marito.

## Temi
La storia tratta diversi temi. I concetti di “cucina”, “piatto” e “pane” sono in stretta relazione tra loro. La cucina, così come anche il piatto, rappresenta uno spazio vitale comune e la relativa sensazione di sicurezza famigliare. “Mangiare da un unico piatto” è una metafora ricorrente per indicare la convivenza. Questa viene, in senso figurato, minacciata dal coltello, che l'uomo utilizza indebitamente per tagliarsi un pezzo di pane e attraverso cui mette in pericolo il legame con la compagna. Il pane, che può essere visto come simbolo dell'istinto di autoconsevrazione, è il fattore scatenante del conflitto. Un altro tema ricorrente è l'antitesi tra luce e buio. A quest'ultimo spetta la funzione di collegare lo sfondo dell'azione con i personaggi in primo piano. La donna si sveglia nel buio e si accorge di essere da sola. L'ora indicata (le due mezza) rappresenta l'ora più buia della notte e viene citata anche in un'altra storia di Borchert, "Die Küchenuhr" (“L'orologio da cucina”). All'oscurità vengono associati i concetti di freddo e esterno, i quali costituiscono l'ambiente circostante potenzialmente ostile. Nel racconto essi vengono resi attraverso la presenza del vento, che serve allo stesso tempo all'uomo come pretesto per il suo comportamento. Il freddo viene citato ripetutamente e simboleggia la paura e la diffidenza. La finestra, attraverso la quale l'uomo guarda per nascondere la sua insicurezza, è il legame tra l'esterno e l'interno. Questo momento può essere inteso come punto di svolta nella storia. Alla fine del racconto l'uomo e la donna condividono di nuovo il letto, luogo d'intimità e sicurezza, anche se l'episodio dovrà essere inizialmente nascosto. La luce è una metafora comune per la verità, che è quasi insopportabile per tutti e due, in particolare durante la scena della cucina, perché la luce svela la menzogna dell'uomo. Ma nella frase finale, quando la donna si siede nuovamente sotto la lampada, essa indica un finale positivo.

## Uso didattico nelle scuole
La “Kurzgeschichte” viene inserita nei testi scolastici già negli anni '50, in quanto riprende la realtà sociale dell'immediato Dopoguerra in modo realistico e d'altra parte offre valori simbolici eterni. Attualmente viene letta durante le ore di letteratura tedesca nella scuola secondaria di primo livello, dove i pensieri e i sentimenti di entrambi i personaggi vengono esaminati a fondo. Il racconto si presta anche ad essere presentato come gioco di ruolo, e viene letto e analizzato pure durante le ore di religione. In questo caso il significato simbolico del pane viene interpretato secondo il principio cristiano “dare è meglio che ricevere” (Atti degli Apostoli 20,35).

## Film
Il racconto viene ripreso in un cortometraggio di 15 minuti in bianco e nero su formato 16 mm nel 1997 e su videocassetta. Sceneggiatura e regia sono di Wolfgang Küper, che si è ispirato come modello alla storia di Borchert. Achim Grubel e Adriana Altaras sono gli attori. Una nuova interpretazione del tema di Borchert è presente nel film Nicht vom Brot allein ("Non di solo pane") di Andreas Kurz e Robert Breber.
Nel 2008 il racconto viene nuovamente ripreso nel film The Bread di Yasin Demirel e nel 2009 viene presentato al Festival del Cinema di Palm Spring. Il film, prodotto dalla casa cinematografica Palatino, si basa sulla storia originale. La sua particolarità è che nel film si parla esclusivamente in inglese.. I due ruoli principali sono interpretati da Margarita Broich e Michael Sideris.
Ahmet Tas ha girato un film sulla base del racconto di Borchert, i cui personaggi sono interpretati da Bruno Ganz e Angela Winkler. Il cortometraggio è stato presentato al pubblico il 10 agosto 2011 al Festival Internazionale del Cinema di Rhode Island.